# Rio Ondaine
O Ondaine ou Ondenon é um rio francês, afluente da margem esquerda do rio Loire. Conta com 18.66 km de comprimento. Está localizado no  departamento do Loire, na região de Auvérnia-Ródano-Alpes.

## Departamentos e comunas ao longo de seu curso
O Ondaine atravessa o departamento do Loire, passando de montante a jusante através das comunas de Planfoy (fonte), Saint-Genest-Malifaux, La Ricamarie, Le Chambon-Feugerolles, Firminy, Fraisses, Saint-Paul-en-Cornillon, Unieux (confluência) e Caloire. O Serviço de administração nacional de dados e referências sobre a água em 2012 também adicionou as comunas de Saint-Romain-les-Atheux, Roche-la-Molière e Saint-Étienne neste percurso.